# 92号加利福尼亚州州道
92號加利福尼亞州州道（英語：State Route 92，簡稱SR 92）是美國加利福尼亞州的一條州级公路，是舊金山灣區東西向的主要走廊。從靠近海岸的1號加利福尼亞州州道的西端開始，它向東穿過舊金山半島和聖馬特奧-海沃德大橋，到達東灣的海沃德市中心，與238號加州州道和185號加州州道交匯處。它與三個高速公路有交匯處：280號州際公路、聖馬特奧或附近的101號美國國道和880號州際公路。它還通過海沃德山麓大道間接連接到238號州際公路和580号州际公路，該大道承載238號加州州道並直接流入92號加州州道。